# Mykola Vynar
Mykola Vynar (справжнє ім'я — Микола Винар, нар. 18.12.1991, Борислав, Львівська область, Україна) — хіп-хоп виконавець, ютубер, гострайтер. 

## Життєпис
В дитинстві та юному віці Микола був тісно пов'язаний з музикою та сценою. Співав у шкільному хорі, ансамблі хлопчиків, ходив на заняття з баяну, співав та виступав на заходах у місцевому будинку школяра.
У 2008 р. закінчив Бориславську державну гімназію.
У 2013 р. закінчив кафедру екологічної безпеки Львівського державного університету безпеки життєдіяльності.

### Творча діяльність
GOL (2008 — 2014) — російськомовний проєкт Миколи, в стилі андерґраунд, базувався у Бориславі. Брав участь у офлайн батлах "Бункер Репу", та був постійним учасником реп вечірок під назвою "Реп Возня". За час існування записав більше 70-ти треків, був вагомим персонажем у реп-грі на той час та мав великий інфлюенс на молодь у місті Борислав та за його межами. Проєкт закритий з 2014 року. Увесь матеріал залишився в російській соцмережі мережі Вконтактє (заборонена в Україні з 2017 року), тому на стрімінгових майданчиках відсутні композиції з цього періоду творчості Майколи Вайнера.
НЕформат (2012 — 2022) — наступне альтер-его Миколи, під яким він випустив поки що найбільше матеріалу та мав значну кількість фанатів. Випустив 3 повноцінних альбоми та міні ЕР. Позиціонував себе як неформатний виконавець з хорошими вокальними даними, який вибирає для своїх треків теми, що були не досить притаманними для реп-виконавців.
Vendy Shmara (з 2020р.) Це альтер-его було створене з метою участі в онлайн батлі «Під Біт». Було записано кілька треків, один з яких "Бестіарій", став популярним у тік-ток.
Mykola Vynar (з 2022р).
З 2022 року Микола робить музику під цим ніком Mykola Vynar (Майкола Вайнер).
Хіт "Patton", записаний за участі гурту Kalush, набрав понад мільйон переглядів на ютубі.
У 2022 році Mykola Vynar написав пісню "Алан Бадоєв" і випустив однойменний кліп. Також у 2023 році Mykola Vynar записав кавер на пісню «Suicidal Though» американського репера The Notorious B.I.G. , що є практично стовідсотковим перекладом оригіналу пісні.

## Дискографія
- "Ближче До Землі" (2017) — перший повноцінний альбом Миколи як артиста загалом, який справив враження на слухачів та критиків, та був тепло прийнятий хіп-хоп спільнотою[7][8]. Також приблизно в цей час НЕформат випускає сингл "На Світло" за участю репера Аппекс, який стане популярним в тік тоці, через 5 років[9].

- ЕР "ФОН" (2017) — коротенький реліз на 3 треки, який НЕформат випустив через деякий час після свого дебютного альбому[10].

- "Каструля" — альбом, що складається з двох частин: "Світла сторона" (2018)[11] та "Темна сторона" (2019)[12]. Тут НЕформат максимально занурився у свій нік, та зробив доволі нестандартний на ті роки альбом з двох частин, у якому були як і поп-треки про кохання, так і глибокі, темні треки про самокопання та самотність, і навіть трек про педофілію та канабіс. У альбомі також взяли участь: Псючий Син (тепер фронтмен гурту Kalush), Дядя Вова (Хлопець), Ядерна Могила. Також було зняте відео на головний трек альбому — «Каструля» [13].

- "Нічого Особистого" (2019)[14]. Останній альбом Миколи як НЕформат, після якого він вирішив закрити проєкт, бо вважав що цей персонаж вже себе віджив і перестав відповідати своєму нікнейму. В цьому альбомі спостерігається більше роздумів про реп-культуру в Україні, внутрішні переживання на цю тему та на тему дорослішання виконавця, також у головному треку з цього альбому можна почути дуже багато неймдропінгів, що є цінним у жанрі реп-музики та батл-реп. Альбом сприйнявся доволі холодно критиками і слухачами та не мав такого успіху, як попередні релізи НЕформата. Альбом містить у собі 9 треків, за участю інших виконавців таких як гурт Твій Бог Сьогодні П'яний, ZDОРОВИЙ з гурту ПВНЧ, Ядерна Могила, Дядя Вова та ін. Також у 2020 році вийшов кліп  «Слава Королю»[15].

Після свого останнього альбому НЕформат ще встиг випустити трек "Голова", за участю Довгого Пса та Денні Дельти  та «засвітився» в угрупуванні Ватага, що об'єднало в собі 18 реперів, які записали діс-трек "До Зброї", у відповідь на російський напад на Україну. Після цього проєкт НЕформат був остаточно закритий.
- Сингли: 
  - Mykola Vynar feat. KALUSH — Patton[19];
  - Mykola Vynar — Алан Бадоєв[20];
  - Mykola Vynar — Суїцидальні Думки (Cover Notorius B.I.G.)[21].